# Надольна (Лодзинське воєводство)
Надольна (пол. Nadolna) — село в Польщі, у гміні Дмосін Бжезінського повіту Лодзинського воєводства.
Населення — 199 осіб (2011).
У 1975-1998 роках село належало до Скерневицького воєводства.

## Демографія
Демографічна структура станом на 31 березня 2011 року:
|          | Загалом | Допрацездатний вік | Працездатний вік | Постпрацездатний вік |
| -------- | ------- | ------------------ | ---------------- | -------------------- |
| Чоловіки | 103     | 17                 | 65               | 21                   |
| Жінки    | 96      | 20                 | 53               | 23                   |
| Разом    | 199     | 37                 | 118              | 44                   |